# Gingtoft
Gingtoft (dansk) eller Gintoft (tysk) er en landsby beliggende nord for Stenbjergkirke i det nordøstlige Angel i Sydslesvig. Administrativt hører bebyggelsen under Stenbjergkirke i Slesvig-Flensborg kreds i den nordtyske delstat Slesvig-Holsten. I kirkelig henseende hører stedet under Stenbjerg Sogn. Sognet lå dels i Kappel og dels i Ny Herred (Flensborg Amt, Sønderjylland), da området tilhørte Danmark.  
Gingtoft er første gang nævnt 1478 (Rep. dipl.). Stednavnet er afledt af mandsnavn Ging (sml. Ginnerup på Djursland).  Gingtoft var en selvstændig kommune, inden den blev (sammen med Hatlund og Vesterholm) indlemmet i Stenbjergkirke  i 1970. Den forhenværende kommune rådede 1970 over et areal på 536 ha og havde 235 indbyggere. Med under Gingtoft regnes Aabro el. Åbro (Aubrück), Gingtoftholm, Gingtoftmose (Gintoftmoor), Norgaard, Norgaardeng (Norgaardswiese, i folkemunde Rieksbank / Rigsbank), Prædikestol (Predigtstuhl), Ulsdam (Ulsdamm), Volsroj (Wolsroi). Gingtoftholm og Volsrød er udflyttersteder fra Gingtoft. Jorderne omkring byen er gode. Allerede mod slutningen af 1600-tallet nævnes der en kro. I 1837 berettes om 14 bygninger tilhørende Ny Herred og 19 tilhørende Norgaard gods. Eleverne holdt sig til skolen i Stenbjerg, hvor skolesproget var dansk i årene før 1664. I 1886 blev landsbyens frivillige brandværn etableret. I årene 1887 - 1960 rådede landsbyen over et lille mejeri. Vest for landsbyen udspringer Gingtoft Å, som efter 3,5 km (delvis rørlagt) ved Åbro munder ud i Stenbæk.